# Microrégion de São Félix do Xingu

Localisation de la microrégion de São Félix do Xingu

La microrégion de São Félix do Xingu est l'une des sept microrégions qui subdivisent le Sud-Est de l'État du Pará au Brésil.
Elle comporte 5 municipalités qui regroupaient 92 245 habitants en 2006 pour une superficie totale de 120 593 km2.

## Municipalités[1]
- Bannach
- Cumaru do Norte
- Ourilândia do Norte
- São Félix do Xingu
- Tucumã